# Sorgenti del Rio Capricciosa
Sorgenti del Rio Capricciosa este o arie protejată (arie specială de conservare — SAC, sit de importanță comunitară — SCI) din Italia întinsă pe o suprafață de 76 ha, integral pe uscat.

## Localizare
Centrul sitului Sorgenti del Rio Capricciosa este situat la coordonatele 45°44′39″N 8°37′15″E / 45.744167°N 8.620833°E.

## Înființare
Situl Sorgenti del Rio Capricciosa a fost declarat sit de importanță comunitară în iunie 1995 pentru a proteja 1 specie de plante și 29 de specii de animale. Situl a fost protejat și ca arie specială de conservare în iulie 2016.

## Biodiversitate
Situată în ecoregiunea continentală, aria protejată conține 2 habitate naturale: Păduri acidofile de stejar bătrân cu Quercus robur pe câmpii nisipoase, Păduri aluvionare cu Alnus glutinosa și Fraxinus excelsior (Alno-Padion, Alnion incanae, Salicion albae).
La baza desemnării sitului se află mai multe specii protejate:
- plante (1): Eleocharis carniolica
- păsări (24): pițigoi codat (Aegithalos caudatus), pescăruș albastru (Alcedo atthis), caprimulg (Caprimulgus europaeus), sticlete (Carduelis carduelis), Certhia brachydactyla, florinte (Chloris chloris), pițigoi albastru (Cyanistes caeruleus), ciocănitoare pestriță mare (Dendrocopos major), ciocănitoare neagră (Dryocopus martius), măcăleandru (Erithacus rubecula), Hippolais polyglotta, capîntortură (Jynx torquilla), pițigoi moțat (Lophophanes cristatus), privighetoare (Luscinia megarhynchos), codobatură galbenă (Motacilla alba), pițigoi mare (Parus major), pițigoi de brădet (Periparus ater), codroș de munte (Phoenicurus ochruros), ciocănitoarea verde (Picus viridis), pițigoi sur (Poecile palustris), cănăraș (Serinus serinus), țiclete (Sitta europaea), huhurez mic (Strix aluco), pănțărușul (Troglodytes troglodytes)
- amfibieni (1): Triturus carnifex
- nevertebrate (3): Austropotamobius pallipes, croitorul mare al stejarului (Cerambyx cerdo), rădașcă (Lucanus cervus)
- pești (1): Telestes muticellus

Pe lângă speciile protejate, pe teritoriul sitului au mai fost identificate 15 specii de plante, 5 specii de amfibieni, 8 specii de mamifere, 2 specii de nevertebrate, 1 specie de pești, 6 specii de reptile.